# Muerte en un país extraño
Muerte en un país extraño (Death in a Strange Country en inglés) es la segunda novela policíaca de la estadounidense Donna Leon con el comisario veneciano Guido Brunetti como protagonista, de 25 capítulos, la historia narra el hallazgo de un cuerpo en uno de los canales de la ciudad, perteneciente a un militar estadounidense, en cuya investigación Brunetti descubre la corrupción y relaciones existentes entre las fuerzas armadas de su país (Italia), las estadounidenses y la mafia en los complejos industriales-militares, además del destino dado a los desechos tóxicos.